# Paolo Berrettini
Paolo Berrettini (Narni, 31 marzo 1948) è un allenatore di calcio ed ex calciatore italiano, di ruolo attaccante.

## Carriera
Ha iniziato a giocare a calcio nella Narnese che ha poi lasciato per giocare in altre squadre in Serie C e in Serie D.
Ha cessato l'attività di calciatore all'età di 29 anni, per intraprendere quella di allenatore, iniziando da una società della sua città, l'Elettrocarbonium, prima nel settore giovanile e poi in prima squadra nel Campionato Interregionale. È quindi passato alla Narnese, sempre in Interregionale, dove è rimasto per tre anni, dal 1988 al 1991, ottenendo due terzi posti nel 1988-89 e nel 1989-90. Passa alla Viterbese, nel 1991-92, guidando i giallo-blu al terzo posto nel Campionato Interregionale e successivamente si siede sulla panchina del Rieti.
Nel 1992 è stato chiamato dalla F.I.G.C. a svolgere le mansioni di selezionatore e commissario tecnico delle nazionali minori.
Per 6 anni è stato il selezionatore nella Nazionale Dilettanti, disputando due Universiadi dove ha vinto un oro nel 1997.
Ha poi guidato le rappresentative Under 16, Under 17, la Under 19 con cui è divenuto campione d'Europa nel 2003, e l'Under 20.
Nel 2004, in occasione della 56ª edizione del Torneo di Viareggio riceve il Premio Gaetano Scirea per l’attività svolta come selezionatore e soprattutto per avere portato in Italia un titolo che , a livello giovanile, era sempre mancato.
Nel 2005 allena la rappresentativa italiana della serie D
Lasciata la Federazione, nel settembre 2006 va in Africa, nel Senegal, dove fa il coordinatore delle squadre giovanili di una squadra della Serie B senegalese, il De Camberene, con la quale disputa una serie di tornei a livello internazionale, tra cui il Torneo di Ostuni e il Torneo di Viareggio nel 2007. È in questa edizione che la squadra di Berrettini salta agli onori della cronaca in quanto 6 giocatori senegalesi fuggono dall'hotel che ospitava la squadra.
Nel 2008 allena il Castelsardo , nel  2009 è nuovamente  alla Narnese , a seguire è Commissario Tecnico  in Senegal e collabora in Ghana e Nigeria , nel 2011 è responsabile delle giovanili della Voluntas Spoleto, nel  2012  è al Birkikara a Malta e nel 2013 collabora con il Partizani Tirana in Albania
Nel gennaio 2014 sigla un triennale con il ministero dello Sport della Repubblica del Congo come selezionatore delle nazionali under 17 e under 20, e con l'incarico di responsabile tecnico della squadra alle olimpiadi africane del 2015. Sotto la sua direzione la rappresentativa Under-20 si qualifica per la prima volta alla fase finale della Coppa d'Africa Under-20.
Terminata l'esperienza con la federazione congolese, torna nuovamente in Senegal, dove nel 2017 fonda a Dakar un'accademia per giovani calciatori.
Nel 2024 allena il Sahel Atlantic giovanile in Senegal.

## Palmarès

### Nazionale
- Campionato d'Europa Under-19:   1

Italia: 2003
- Universiadi:   1

Italia: Universiadi Sicilia 1997